# アリ・スミス
アリ・スミス（Ali Smith, 1962年10月24日 - ）は、英国の女性作家。

## 概略
スコットランドのインヴァネス生まれ。1980-1985年アバディーン大学で英文学を学ぶ。90年までケンブリッジ大学で博士号をとるべく学ぶが、創作を始めたため学位はとらなかった。エディンバラの大学で教えるが、ケンブリッジへ戻って作家となる。1995年デビュー作「自由な愛その他の短編」でサルティア文学新人賞、2005年の「The Accidental」でウィットブレッド賞を受賞、『両方になる』でコスタ賞、ゴールドスミス賞、ベイリー賞受賞。2017年『秋』でマン・ブッカー賞最終候補作。イングランド在住。2022年オーストリア国家賞受賞。

## 日本語訳
- 『ホテルワールド』丸洋子 訳. DHC, 2003.2
- 『両方になる』木原善彦訳. 新潮社、新潮クレスト・ブックス, 2018.9
- 『秋』木原善彦訳. 新潮社、新潮クレスト・ブックス、2020.3
- 『冬』木原善彦訳. 新潮社、新潮クレスト・ブックス、2021.10
- 『春』木原善彦訳. 新潮社、新潮クレスト・ブックス、2022.3
- 『夏』木原善彦訳. 新潮社、新潮クレスト・ブックス、2022.6
- 『五月 その他の短篇』岸本佐知子訳. 河出書房新社、2023.3